# Kriegsspiel (Planspiel)

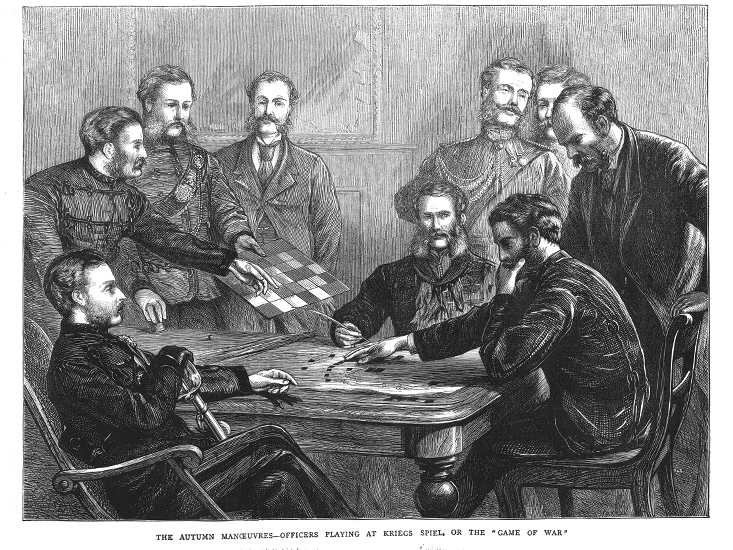
Offiziere britischer Freiwilligeneinheiten spielen das „Kriegsspiel“ (The Graphic, 1872)

Das Kriegsspiel ist ein historisches militärisches Planspiel zu militärischen Zwecken, das im 19. Jahrhundert in Preußen entwickelt wurde. Es diente zur Durchführung von Gefechtsübungen auf Spielplänen, wobei es im Laufe der Zeit unterschiedliche Spielregeln und Spielpläne gab.

## Geschichte
Das Kriegsspiel wurde 1824 durch den jungen preußischen Artillerieoffizier Bernhard von Reißwitz aus dem Kriegsschachspiel des 18. Jahrhunderts entwickelt. Im Unterschied zu den populären Vorgängern stand dabei nicht die Unterhaltung zumeist ziviler Spieler im Blickpunkt, sondern die Ausbildung von Offizieren. Reißwitz’ Vater Hofkriegsrat Georg Leopold von Reiswitz hatte 1812 offenbar Grundlagen dafür geschaffen, die der Sohn fortführte. In der Berliner Garnison, besonders in der 1. Garde-Division, hatte sich um Reiswitz ein kleiner Kreis aus spielenden Offizieren formiert. Als der Kronprinz und Divisionskommandeur Wilhelm davon erfuhr, befahl er eine Demonstration des Spiels in seiner Anwesenheit und der von mehreren Generälen. Auf die anfängliche Skepsis folgte bald Begeisterung der Zuschauer. Insbesondere Karl von Müffling genannt Weiß, der Chef des Generalstabs und Geograf, setzte sich dafür ein, dass das Spiel innerhalb weniger Monate in allen preußischen Regimentern zur Offiziersausbildung eingeführt wurde.
Anfangs äußerten sich insbesondere ältere Offiziere skeptisch gegen die neue Ausbildungsmethode. Bei jüngeren erfreute sich das Kriegsspiel hingegen großer Beliebtheit, auch weil diese keine Einsatzerfahrung im Krieg gesammelt hatten und die preußische Armee nur selten Manöver ausführte. Das Kriegsspiel bot einen Ersatz für diese Form der Praxiserfahrung. Reiswitz überarbeitete die Spielregeln in einer Neuauflage von 1828. In den folgenden Jahrzehnten wurden militärtechnische Neuerungen zügig in das Regelwerk aufgenommen und Materialien zum Nachspielen kürzlich vergangener militärischer Konflikte veröffentlicht. In zahlreichen preußischen Garnisonen bildeten sich Kriegsspielvereine, die ihrerseits die Spielregeln modifizierten. Insbesondere Generalstabschef Moltke der Ältere setzte das Kriegsspiel schließlich als Ausbildungsmethode durch.
Die weitere Entwicklung des Kriegsspiels trieben von Verdy und Meckel besonders voran. Anleitungen zum Kriegsspiel gaben von Reiswitz (Berlin 1824), von Tschischwitz (4. Auflage., Neiße 1874), Meckel (Berlin 1875), von Trotha (3. Auflage, das. 1875), Verdy du Vernois (2. Auflage, das. 1881) und von Braun („Das Kriegsspiel der Kavallerie“, Frankfurt an der Oder 1880) heraus.
1876 wurde auf Anregung des damaligen Marineministers Albrecht von Stosch ein Seekriegsspiel eingeführt.
Die Annahme, dass das Kriegsspiel hinter den Erfolgen der preußischen Truppen stecke, machte es insbesondere nach dem Deutsch-Französischen Krieg von 1870/71 auch im Ausland populär. In die USA kam es nach dem Sezessionskrieg, der 1865 endete. Von 1871 an setzte sich in Großbritannien vor allem Prinz Arthur für die Nutzung der neuen Ausbildungstechnik ein. Um 1880 herum war das Kriegsspiel wohl in allen europäischen Armeen im Einsatz. Der letzte Krieg, dessen Erfolg auch dem Kriegsspiel zugeschrieben wurde, war nach Angaben des US-amerikanischen Autors und Kolumnisten William Poundstone der Russisch-Japanische Krieg.
Das Kriegsspiel in seiner hergebrachten Form wurde letztmals vor dem Ersten Weltkrieg genutzt. 1914 erfolgte die letzte deutsche Auflage des Regelwerks. Allerdings hatten sich in Preußen von 1875 an und bald auch in anderen Armeen freiere Formen des Kriegsspiels durchgesetzt. Diese unterschieden sich vor allem durch den Verzicht auf Würfel und Tabellen von der ursprünglichen Variante. An ihre Stelle sollte die freie Bewertung der Entwicklung durch die Spielleitung treten. Solche freien Kriegsspiele können als Vorläufer der bis heute gebräuchlichen militärischen Sandkästen verstanden werden.

## Spiel
Das Spiel wurde auf speziellen Spielplänen, auf mehreren (drei) Schachbrettern oder auf Landkarten gespielt. Die Verwendung von Landkarten galt als wesentliche Innovation der von Reiswitz entwickelten Variante. Darüber hinaus führte er eine unabhängige Spielleitung, die sogenannten Vertrauten, ein, die Spielzüge der Beteiligten entgegennahmen sowie Lagemeldungen und Gefechtsberichte ausgaben. Dadurch wurde der Nebel des Krieges erstmals abgebildet. Im Normalfall wurden die Spieler in die Gruppen „Rot“ und „Blau“ eingeteilt, die militärische Entscheidungen trafen. Die Vertrauten vollzogen diese dann anhand der Karte und von Spielfiguren von militärischen Einheiten, die sogenannten Pions, und Schablonen für Bewegungsreichweiten nach. Die Ergebnisse von Gefechtsbegegnungen, im Wesentlichen Verlustzahlen, bestimmten die Vertrauten anhand von Würfelwürfen und Tabellen. Idealerweise waren alle drei beteiligten Gruppen räumlich getrennt und kommunizierten nur schriftlich miteinander.

### Zweck
Das Kriegsspiel sollte dem Offizier Übung in der Truppenführung geben und kommt nach der vorgegebenen Gefechtsidee lediglich nach taktischen Grundsätzen zur Ausführung. Nachdem die früher gebräuchlichen vielen einengenden Spielregeln nach und nach beseitigt wurden, brachte das Kriegsspiel den Charakter des realen Gefechts vergleichsweise wirklichkeitsnah zur Darstellung, so dass es weniger Spiel als ein „Manöver auf der Karte“ wurde.

### Varianten

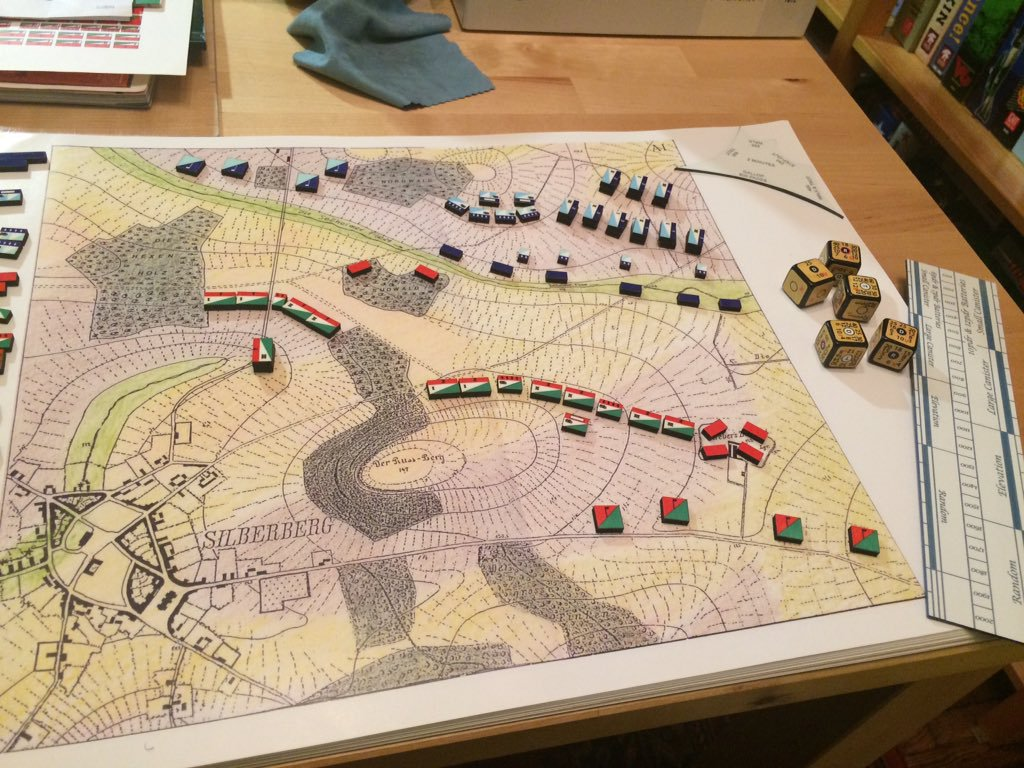
Nachbildung der Kriegsspiel-Version von 1824

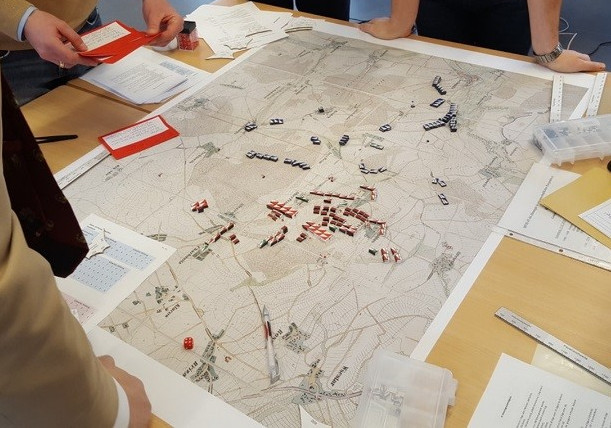
Kriegsspiel

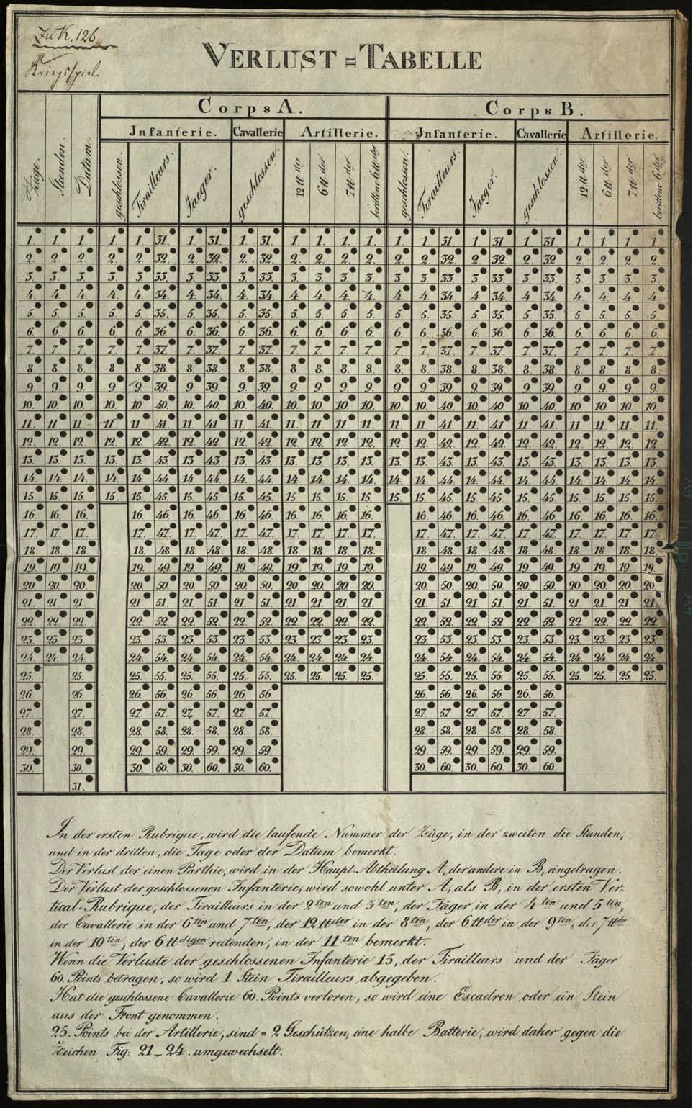
Verlust-Tabelle der Variante von 1824

Man unterscheidet das strategische Kriegsspiel auf der Generalstabskarte, das große taktische und Detachementskriegsspiel auf Plänen im Maßstab von 1:9000 oder 1:6250. Das Festungskriegsspiel ist eine Übung im Angriff und der Verteidigung von Festungen (Festungskrieg) auf Plänen. Die erheblich verwickelteren Verhältnisse dieses Kampfes machen dieses Kriegsspiel auch entsprechend komplizierter als das der Feldschlacht, es findet aber bei dem Aufschwung der Taktik des Festungskriegs in Deutschland eine sorgsame Pflege.

### Weiterentwicklung
Von dem Original „Das taktische Kriegsspiel“ des Baron von Reiswitz abgeleitet, entwickelten sich verschiedene Richtungen von Strategiespielen. Zum einen kam man durch die Verwendung von Zinnsoldaten zum Tabletopspiel, welches eine sehr anschauliche Umsetzung darstellt. Zum andern wurde das Planspiel auf Generalstabskarten zur Konfliktsimulation genutzt. Diese ist eine abstrakte Version, die aber den Vorteil hat, unterschiedliche Maßstäbe umsetzen zu können, während beim Tabletop durch die Größe der Figuren der Maßstab stark eingeschränkt ist.

## Werke
- Anleitung zur Darstellung militairischer Manöver mit dem Apparat des Kriegs-Spiels. Mittler Berlin [u. a.], 1846, Digitalisat
- Bernhard von Reißwitz: das Kriegsspiel, oder Anleitung zur Darstellung militairischer Manöver mit dem Apparat des KriegsSpieles. Mittler, Berlin 1824.
- W. von Tschischwitz: Anleitung zum Kriegsspiel. 2. Auflage. 1867; Digitalisat
- Jakob Meckel: Studien über das Kriegsspiel. Digitalisat
- Thilo von Trotha: Anleitung zum Gebrauch des Kriegsspiel-Apparates zur Darstellung von Gefechtsbildern. Digitalisat
- Frans Dominik Champblanc: Das Kriegsspiel; oder Das Schachspiel im Grossen. Digitalisat
- Johann Christian Ludwig Hellwig: Das Kriegsspiel: ein Versuch die Wahrheit verschiedener Regeln der Kriegskunst in einem unterhaltenden Spiele anschaulich zu machen. Reichard, Braunschweig 1803, Digitalisat
- Georg Venturini: Beschreibung und Regeln eines neuen Krieges-Spiels zum Nutzen und Vergnügen, 1798, Digitalisat
- C. F. Planner. Kriegs-Spiel zur angenehmen Unterhaltung für Offiziere.
- Johann Ferdinand Opiz: Das Opiz’sche Kriegsspiel Beitrag zur Bildung künftiger und zur Unterhaltung selbst der erfahrensten Taktiker. Hendels, 1806, Digitalisat
- Julius von Verdy du Vernois: Beitrag zum Kriegsspiel. Berlin 1876; archive.org.